# Martin-Luther-Gymnasium Frankenberg/Sa.
Das Martin-Luther-Gymnasium, kurz MLG, ist ein Gymnasium in Frankenberg/Sa.

## Allgemeines
2020 wurden insgesamt 622 Schüler von 49 Lehrern unterrichtet. Die Schule bietet ein mathematisch-naturwissenschaftliches, ein musisch-künstlerisches und ein sprachliches Profil an. Gelehrt werden mehrere Sprachen: Englisch ab Klasse 5, Französisch, Russisch oder Latein ab Klasse 6 und im sprachlichen Profil seit 2016 Spanisch, davor nochmals Russisch. Es gibt Leistungskurse in den Unterrichtsfächern Deutsch, Mathematik, Englisch, Physik, Biologie, Geschichte.
Das heutige Unterrichtsgebäude „Haus I“, 1871 erbaut, hat 35 Unterrichtsräume mit naturwissenschaftlichen und künstlerischen Fachräumen. Darüber hinaus gibt es im Gebäude zwei Turnhallen, eine weitere liegt außerhalb an der Max-Kästner-Straße. Gegenüber von „Haus I“ befindet sich an der Humboldtstraße „Haus II“, in dem sich die Klassen 5 und 6, getrennt von den „großen Klassen“, befinden.

## Geschichte
Die Schule wurde 1517 im Gebäude des Cantorats (dem heutigen Stadtarchiv) als erste Frankenberger Schule gegründet. 1712 brannte das Gebäude ab und wurde 1714 als Knabenschule neu erbaut, die Mädchenschule sollte später folgen. Ab 1839 mussten durch die neue Schulpflicht mehr Lehrer eingestellt werden, da die Klassen wuchsen. Da das heutige Gebäude erst 1871 eingeweiht wurde, fand der Unterricht in fünf verschiedenen Häusern statt.

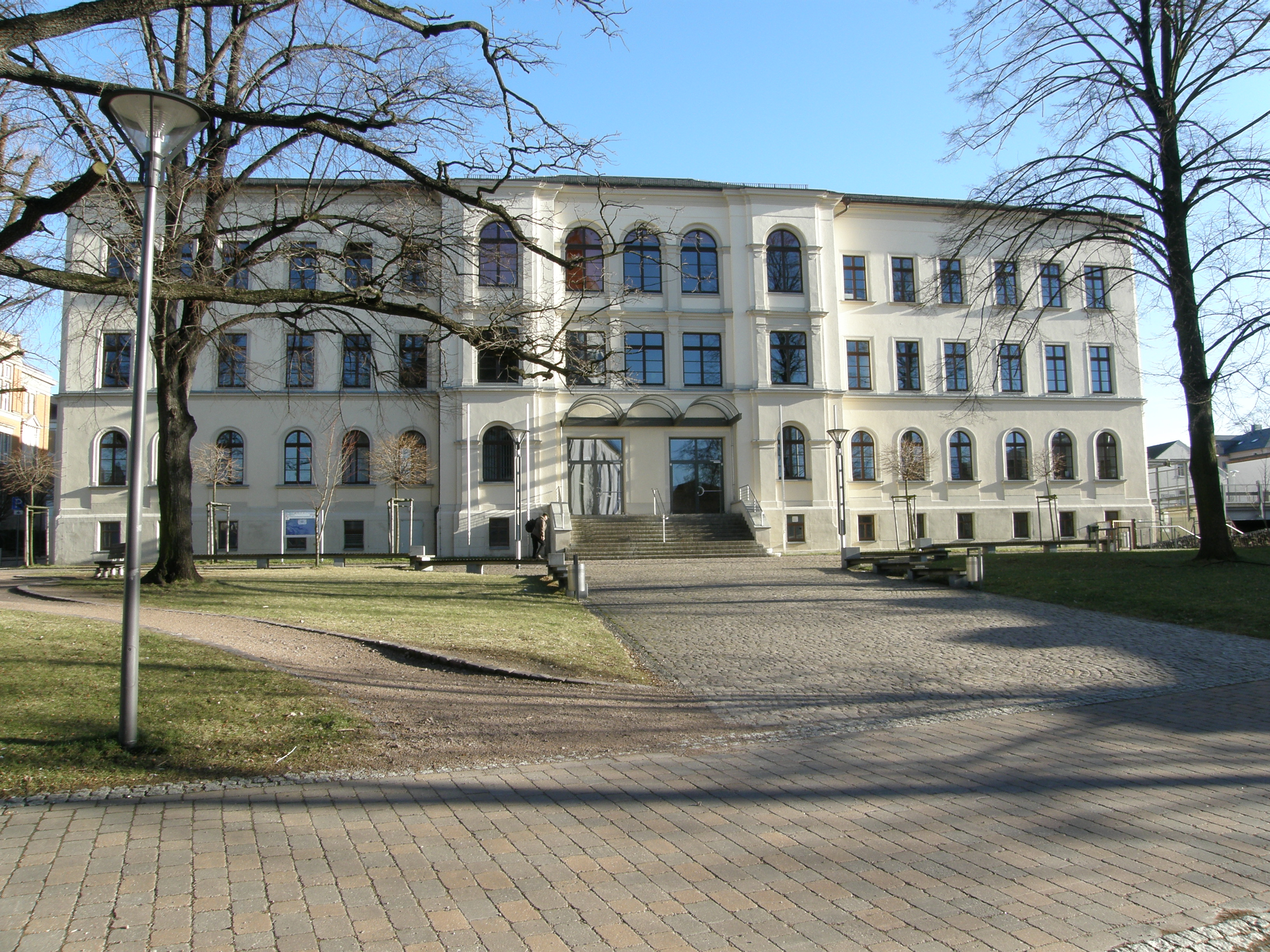
Haus I am Lutherplatz

1881 wurde durch die Einführung des Schulturnens durch das Volksschulgesetz die Turnhalle „Nord“ errichtet. 1883 betrug die Schülerzahl 2000, die von gerade mal 36 Lehrern unterrichtet wurden. 1897 wurde die Turnhalle „Süd“ an den Südflügel des Gebäudes angebaut. 1941 wurde das Gebäude in eine Mädchen- (rechter Teil) und eine Knabenschule (linker Teil) geteilt, die getrennten Eingänge und Treppenhäuser waren aber bereits seit Erbauung des Gebäudes vorhanden.
Im Jahr 1965 wurde der Nordflügel der Schule in die Oberschule I und der Südflügel in die Oberschule II unterteilt. Die durchschnittliche Klassenstärke betrug 39 Schüler. Ab 1968 erfolgte der Umbau einiger Klassenzimmer in Fachunterrichtsräume. 1978 wurde die Oberschule I in „Wilhelm-Pieck-Oberschule“ und die Oberschule II in „Otto-Grotewohl-Oberschule“ umbenannt. Zu Beginn des Schuljahres 1992/1993 wurde die Erweiterte Oberschule „Ernst Schneller“; in das Gymnasium Frankenberg umgewandelt, das das Schulgebäude der beiden ehemaligen Oberschulen „Wilhelm Pieck“ und „Otto Grotewohl“ als Hauptgebäude „Haus I“ nutzte. Das Gebäude der ehemaligen EOS wurde zum „Haus II“.
1998 wurde die Schule nach Martin Luther benannt. Bereits bei der Erbauung des Schulgebäudes im Jahre 1870 war die Aufstellung einer Statue zu Ehren Luthers zwischen den Haupteingängen vorgesehen. Erst 1904 wurde eine 183 Zentimeter große Lutherstatue von einem Stadtverordneten gestiftet und aufgestellt. In der Zeit des Nationalsozialismus wurde das Standbild entfernt, jedoch von der Frankenberger Kirche aufbewahrt. Anlässlich des 500. Geburtstages von Martin Luther wurde die Skulptur 1983 an ihrem jetzigen Standort am Lutherplatz wieder aufgestellt.
Das heutige „Haus II“ wurde 2011 modernisiert. Neben dem Haupteingang dieses Gebäudes befindet sich eine im Jahr 2018 von Ulrich Eißner geschaffene Büste des Schriftstellers Heiner Müller, welcher Ende der 1940er Jahre dort zur Schule ging.